# Чжан Юся
Чжан Юся́ (липень 1950, Пекін, КНР) — китайський генерал-полковник (2011), член Політбюро ЦК КПК (з 2017), заступник голови Центральної військової ради з 2017, член якого з 2012. З 2012 до 2017 - начальник Управління з розвитку озброєнь Центровенради — до 2016 як Головного управління озброєння НВАК. Керівник китайської програми пілотованих космічних польотів «Шеньчжоу».
Член КПК, член ЦК КПК з 17 скликання, член Політбюро ЦК КПК 19 - 20 -го скликань.

## Біографія
Корінням з провінції Шеньсі. Син одного з перших генералів НВАК (1955) Чжан Цзунсюня (Zhang Zongxun), в силу чого зараховується до так званих «червоних принців».
У лавах НВАК з 18 років з 1968. Пройшов шлях від рядового до генерала.
У 1970-1980-і - учасник китайсько-в'єтнамської прикордонної війни.
З грудня 2000 по грудень 2005 - командувач 13-ї армії НВАК.
З грудня 2005 - заступник командувача Пекінського ВО.
З вересня 2007 по жовтень 2012 - командувач Шеньянським ВО (змінив Чан Ваньцюаня).
З жовтня 2012 по серпень 2017 – начальник Головного управління озброєнь та військової техніки НВАК (Головного управління озброєння НВАК).
Будучи призначений на останню посаду напередодні 18 з'їзду КПК, делегатом якого він також був, на панельних дискусіях з доповіді генсека ЦК КПК Ху Цзіньтао на з'їзді Чжан Юся пообіцяв прискорити дослідження та розробку високотехнологічних озброєнь та військової техніки.
Керівник китайської програми пілотованих космічних польотів. Головний керівник польоту космічного корабля «Шеньчжоу-10».
Генерал-полковник (2011), генерал-лейтенант (2007), генерал-майор (1997).
З жовтня 2017 року заступник голови Центральної військової ради КНР. Є головою китайської частини російсько-китайської змішаної міжурядової комісії з військово-технічного співробітництва. За твердженням «Expert Online» (29.10.2012): «Чжан Юся вважається союзником Сі Цзіньпіна — їхні батьки воювали пліч-о-пліч у 1940-ві. Вважається, що Сі сприяв присвоєння минулого року Чжану звання генерала армії (генерал-полковника - прим. Вікіпедії)». «Має репутацію воєначальника, що користується особистим розташуванням Сі Цзіньпіна». Незважаючи на вік, залишився у складі ЦК КПК 20-го скликання, зберіг місце в Політбюро.